# دهستان میان‌بند
میان‌بند، دهستانی است به مرکزیت روستای کاسگرمحله از بخش مرکزی شهرستان نور در استان مازندران.

## جمعیت
براساس سرشماری سال ۱۳۸۵جمعیت آن ۸۷۱۹ نفر (۲۱۳۸ خانوار) بوده‌است.